# Lajše, Železniki
Lajše so naselje v Občini Železniki.